# Чугуевский городской совет
Чугу́евский городско́й сове́т — входит в состав Харьковской области Украины.
Орган местного городского самоуправления и административно-территориальная единица; до 17 июля 2020 года входил в состав Чугуевского уезда, затем Чугуевского района сначала Харьковской губернии, затем Харьковского округа, с 1932 года Харьковской области Украины..
Является местным законодательным органом власти, органом местного самоуправления и административно-территориальной единицей; исполнительным органом власти являлся Исполнительный комитет Чугуевского Совета депутатов трудящихся (Чугуевский горисполком).
Административный центр городского совета находится в городе Чугуев.

## История
- Первая половина 1917 года, после Февральской революции — дата образования Чугуевского совета рабочих и солдатских депутатов в условиях двоевластия, а затем троевластия (Временное правительство, Центральная Рада и Советы).
- С 16[5] либо, по другим данным, 20 декабря 1917[5] по апрель 1918[5] Чугуевский совет — единственный орган местного самоуправления в городе.
- С начала 1919 года по 22 июня 1919[5] Чугуевский совет действовал. Выборы в него прошли в феврале 1919 г.
- Деятельность городского совета была возобновлена в 1920 году (с 16 декабря 1919[5]—1920 действовал не совет, а местный ВРК); прекращена 29 октября 1941[6], возобновлена после 10 февраля 1943[6], прекращена 15 марта 1943, возобновлена после 11 августа 1943 года.

## Населённые пункты совета
- город Чугу́ев
- село Клу́гино-Башки́ровка
- Васи́льев Ху́тор